# Efkan Bekiroğlu
Efkan Bekiroğlu (Dachau, 14 settembre 1995) è un calciatore tedesco, centrocampista svincolato.

## Biografia
Nato in Germania, ha origini turche.

## Carriera
Bekiroğlu ha iniziato a giocare in patria con i semiprofessionisti del Phönix München e dell'Unterföhring. In seguito, si è trasferito all'Augusta, dove ha giocato con la seconda squadra nella Regionalliga. Nel 2018 è stato acquistato dal Monaco 1860, formazione militante nella terza divisione tedesca. Nell'estate del 2020 viene acquistato dall'Alanyaspor, formazione della massima serie turca.

## Statistiche

### Presenze e reti nei club
Statistiche aggiornate al 4 febbraio 2025.
| Stagione           | Squadra            | Campionato         | Campionato | Campionato | Coppe nazionali | Coppe nazionali | Coppe nazionali | Coppe continentali | Coppe continentali | Coppe continentali | Altre coppe | Altre coppe | Altre coppe | Totale | Totale |
| Stagione           | Squadra            | Comp               | Pres       | Reti       | Comp            | Pres            | Reti            | Comp               | Pres               | Reti               | Comp        | Pres        | Reti        | Pres   | Reti   |
| ------------------ | ------------------ | ------------------ | ---------- | ---------- | --------------- | --------------- | --------------- | ------------------ | ------------------ | ------------------ | ----------- | ----------- | ----------- | ------ | ------ |
| 2015-2016          | Augusta II         | RL                 | 24         | 9          |                 | -               | -               |                    | -                  | -                  |             | -           | -           | 24     | 9      |
| 2016-2017          | Augusta II         | RL                 | 28         | 10         |                 | -               | -               |                    | -                  | -                  |             | -           | -           | 28     | 10     |
| 2017-2018          | Augusta II         | RL                 | 33         | 11         |                 | -               | -               |                    | -                  | -                  |             | -           | -           | 33     | 11     |
| Totale Augusta II  | Totale Augusta II  | Totale Augusta II  | 85         | 30         |                 | -               | -               |                    | -                  | -                  |             | -           | -           | 85     | 30     |
| 2018-2019          | Monaco 1860        | 3L                 | 29         | 3          | CG              | 0               | 0               |                    | -                  | -                  |             | -           | -           | 29     | 3      |
| 2019-2020          | Monaco 1860        | 3L                 | 28         | 9          |                 | -               | -               |                    | -                  | -                  |             | -           | -           | 28     | 9      |
| Totale Monaco 1860 | Totale Monaco 1860 | Totale Monaco 1860 | 57         | 12         |                 | 0               | 0               |                    | -                  | -                  |             | -           | -           | 57     | 12     |
| 2020-2021          | Alanyaspor         | SL                 | 23         | 2          | CT              | 3               | 0               |                    | -                  | -                  |             | -           | -           | 26     | 2      |
| 2021-2022          | Alanyaspor         | SL                 | 31         | 3          | CT              | 5               | 0               |                    | -                  | -                  |             | -           | -           | 36     | 3      |
| 2022-2023          | Alanyaspor         | SL                 | 25         | 4          | CT              | 2               | 0               |                    | -                  | -                  |             | -           | -           | 27     | 4      |
| Totale Alanyaspor  | Totale Alanyaspor  | Totale Alanyaspor  | 79         | 9          |                 | 10              | 0               |                    | -                  | -                  |             | -           | -           | 89     | 9      |
| 2023-2024          | Ankaragücü         | SL                 | 30         | 9          | CT              | 5               | 1               |                    | -                  | -                  |             | -           | -           | 35     | 10     |
| 2024-gen. 2025     | Ankaragücü         | 1L                 | 16         | 4          | CT              | 3               | 2               |                    | -                  | -                  |             | -           | -           | 19     | 6      |
| Totale Ankaragücü  | Totale Ankaragücü  | Totale Ankaragücü  | 46         | 13         |                 | 8               | 3               |                    | -                  | -                  |             | -           | -           | 54     | 16     |
| gen.-giu. 2025     | Sivasspor          | SL                 | 1          | 0          | CT              | 1               | 1               |                    | -                  | -                  |             | -           | -           | 2      | 1      |
| Totale carriera    | Totale carriera    | Totale carriera    | 268        | 64         |                 | 19              | 4               |                    | -                  | -                  |             | -           | -           | 287    | 68     |